# Fanny Eaton
Fanny Eaton (23 de junho de 1835, Saint Andrew, Jamaica - 4 de março de 1924, Londres, Inglaterra) foi uma modelo e empregada doméstica jamaicana. Notabilizou-se como uma das mais reconhecidas modelos da Irmandade Pré-Rafaelita, entre 1859 e 1867, tendo realizado a sua estreia ao público na obra A Mãe de Moisés (The Mother of Moses) de Simeon Solomon, que foi exibida na Academia Real Inglesa em 1860. Durante a sua vida posou também para Dante Gabriel Rossetti, John Everett Millais, Joanna Mary Boyce, Rebecca Solomon e outros pintores.

## Biografia

### Primeiros Anos
Nascida e registada sob o nome Fanny Antwistle (ou ainda Entwhistle, segundo outros registos da época) a 23 de junho de 1835, em Saint Andrew, Jamaica, apenas dez meses após a promulgação da abolição da escravidão em todo o império britânico, especula-se que a sua mãe, Matilda Foster, seria uma mulher de ascendência africana, nascida na condição de escrava na Elim Estate de Saint Elizabeth, propriedade então da família Foster (também referida como Forster).  No seu registo de nascimento apenas constava o nome da sua mãe, sendo também especulado que seria filha ilegítima do soldado britânico James Entwistle, falecido com apenas 20 anos de idade em Saint Catherine e sepultado em Spanish Town a 4 de julho de 1835, onze dias após o nascimento de Fanny.
Durante a década de 1840, Fanny e sua mãe partiram para Inglaterra, constando nos registos locais que em 1851 ambas viviam em Londres, no número 9 de Steven's Place, em Saint Pancras, e trabalhavam como empregadas domésticas.
Em 1857, Fanny casou-se com James Eaton, fotógrafo de retratos e cocheiro de um hansom cab, nascido a 17 de fevereiro de 1838 em Shoreditch. Juntos, tiveram 10 filhos entre 1858 e 1879.

### Carreira como Modelo

#### Os primeiros trabalhos na Royal Academy of Arts

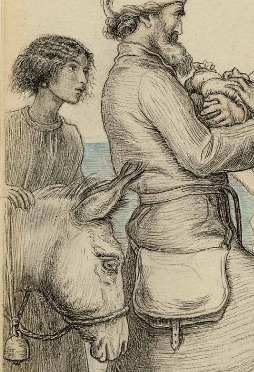
Fanny Eaton representada em A Pérola de Grande Valor (The Pearl of Great Price) de John Everett Millais (1860)

Para sustentar a sua família, durante o fim da década de 1850, Fanny Eaton começou a posar para vários estudantes de artes na Escola de Pintura da Royal Academy of Arts, onde recebia 5 xelins por cada sessão de modelagem e chegava a realizar cerca de três sessões por dia.
As suas características distintivas foram rapidamente apreciadas e usadas pelos artistas para retratar uma variedade de diferentes etnias e personagens, sobretudo figuras históricas e bíblicas, tendo os seus primeiros estudos sido realizados por Walter Fryer Stocks e Simeon Solomon em 1859. Estes últimos esboços, realizados por Solomon, foram pouco depois utilizados como preparação para a obra Mãe de Moisés (Mother of Moses), onde representava as figuras bíblicas de Jochabed e Miriam. A obra foi exibida na Royal Academy durante a Exposição de 1860.

#### Musa para os Pré-Rafaelitas
Criando um elo de musa-artista com Simeon Solomon, Fanny Eaton foi então introduzida no círculo dos artistas pré-rafaelistas, começando também a trabalhar como modelo para Rebecca Solomon, Joanna Mary Boyce e Dante Gabriel Rossetti, que a contratou para posar na pintura A Amada (The Beloved) e em vários esboços de retrato, ou ainda Albert Joseph Moore e William Blake Richmond, que a retratou na obra A Escrava (The Slave) (1886).
A pintura Jefté (Jephthah) de John Everett Millais, realizada em 1867, que revela a modelo de pé, no canto superior direito da tela, terá sido uma das últimas obras onde Fanny Eaton trabalhou como modelo, desconhecendo-se as razões por detrás da sua aposentadoria.

### Últimos anos de vida
Em 1881, Fanny Eaton ficou viúva, constando a sua ocupação nos registos locais como costureira. Anos mais tarde, partiu para a Ilha de Wight, onde trabalhou como cozinheira doméstica para Fanny e John Hall, um comerciante de vinhos de Portsea.
Em 1911, após começar a apresentar sintomas de demência senil, passou a residir em Hammersmith, Londres, com sua filha Julia Eaton, o genro Thomas Powell e os netos Baden e Connie Powell.
Após uma longa vida como emigrante da classe trabalhadora, Fanny Antwisle Eaton faleceu em Acton, Londres, a 4 de março de 1924, com  88 anos de idade, vítima de síncope cardíaca. Foi sepultada no Cemitério Margravine Road em Hammersmith.

## Legado

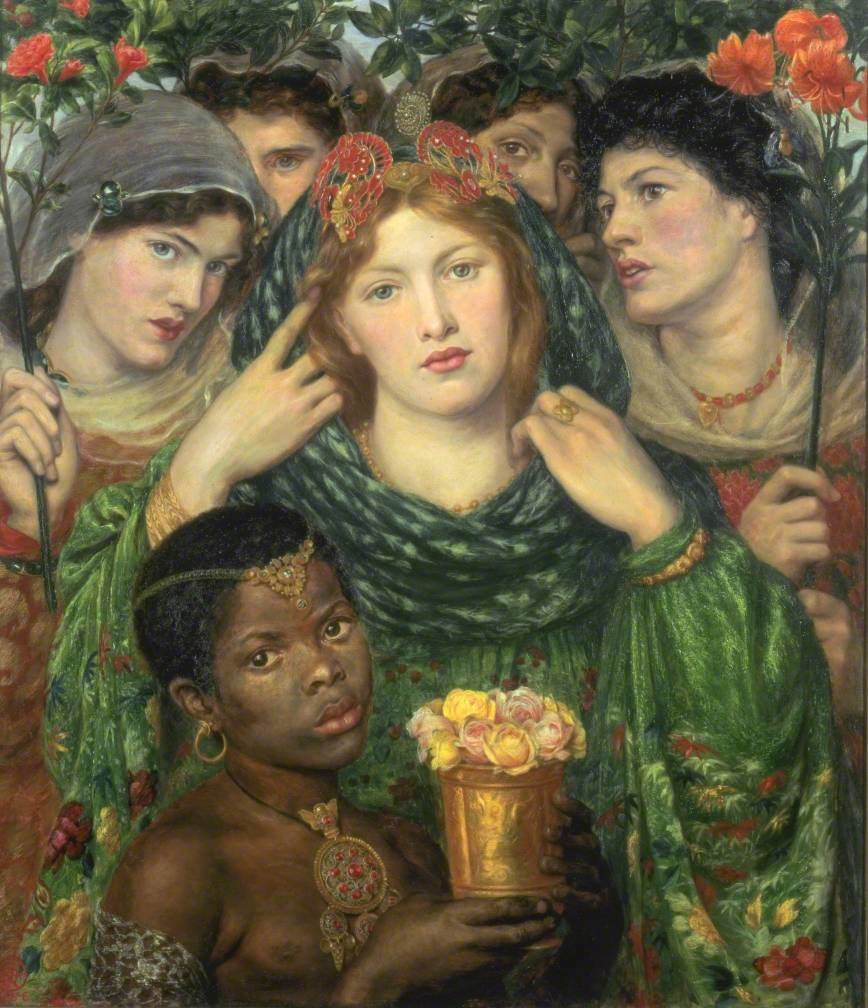
Dante Gabriel Rossetti, The Beloved (Fanny Eaton, atrás à direita), 1862

Desconhecendo-se muitos poucos dados sobre a musa dos pré-rafaelistas, as pesquisas para resgatar a sua história de vida foram iniciadas no final do século XX, tendo sido descobertas novas representações da mulher nascida na Jamaica e catalogadas nas últimas décadas.
Em 2005 foi realizada a primeira exposição totalmente focada em representações de pessoas negras na arte vitoriana britânica, denominada de Black Victorians: Black People in British Art 1800-1900, em Manchester. As pinturas onde Fanny Eaton era representada receberam um lugar de destaque, com a Mãe de Sísera de Albert Joseph Moore e O Amado de Rossetti em exibição. A crítica respondeu à visualização dessas pinturas de acordo com as novas inquietações do século XXI, fazendo uma análise de como a sua figura poderia ou não ter sido utilizada de forma objetificada. Outro crítico apontou ainda que a pintura de Rossetti era "anglocêntrica", fazendo não só uso de pessoas de outras etnias num papel subserviente mas também revelando como as normas e a estética europeia eram impostas na imagem de como um negro deveria ser, vestir, aparentar ou agir.
Em 2019 foi realizada a Pre-Raphaelite Sisters Exhibition na National Portrait Gallery em Londres, que marcou um passo no legado de Fanny Eaton.
Desde 2020, Fanny Eaton é celebrada pelo seu papel como "musa artística e a mulher de cor mais visível da Grã-Bretanha vitoriana".

## Comemorações
- Em 2018, no 100º aniversário da lei do direito das mulheres ao voto, o jornal The Voice listou Fanny Eaton, Kathleen Wrasama, Olive Morris, Connie Mark, Diane Abbott, Lilian Bader, Margaret Busby e Mary Seacole, as oito mulheres negras que mais contribuiram para o desenvolvimento da Grã-Bretanha.[20]
- De outubro de 2019 a janeiro de 2020, ela foi uma das 12 mulheres incluídas na exposição Pre-Raphaelite Sisters na National Portrait Gallery de Londres.[21]
- Em 26 de abril de 2020, a sua vida e trabalho foi representado num curto documentário de história da arte para o programa da BBC Radio 1 Get Animated! Introducing BBC Arts[22] e o site BBC New Creatives.[23]
- Para marcar o Mês da História Negra em outubro de 2020, a revista Prima nomeou a modelo como uma das seis mulheres negras britânicas – junto com Margaret Busby, Claudia Jones, Mary Prince, Lilian Bader e Olive Morris – que “mudaram o mundo”.[24]
- Em 15 de outubro de 2020, o poeta Maz Hedgehog apresentou um poema sobre Fanny Eaton como parte do segmento de poesia do Mês da História Negra da BBC Blue Peter.[25]
- Em 18 de novembro de 2020, foi homenageada com um Google Doodle.[26]

## Lista de representações de Fanny Eaton

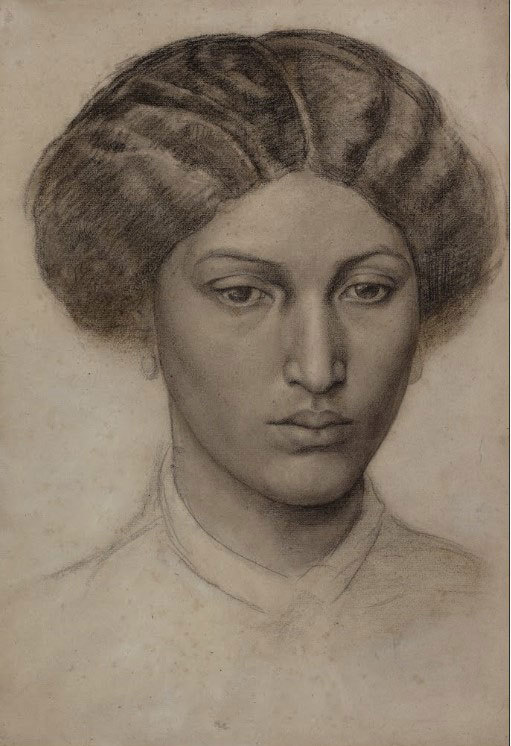
Estudo de uma jovem (1865) por Dante Gabriel Rossetti

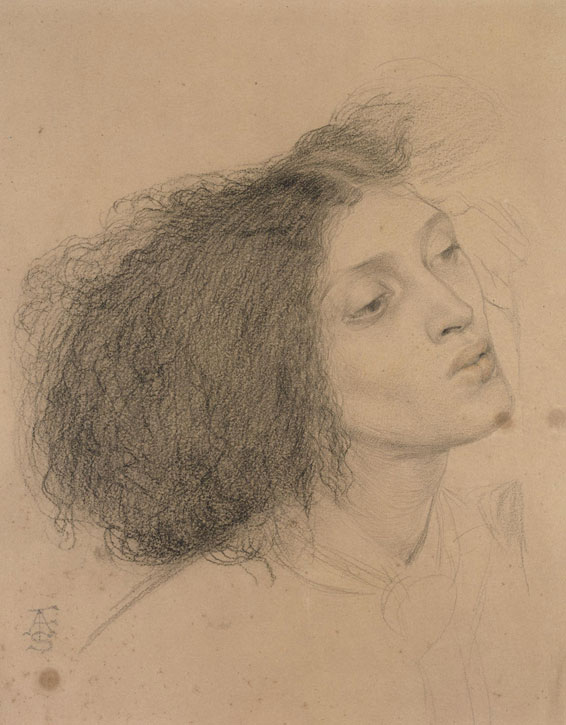
Fanny Eaton como Morgan de la Fey (1862) por Frederick Sandys

#### Joanna Boyce Wells
- Cabeça de uma Mulata (Sra. Eaton) (1861), pintura a óleo, Centro de Arte Britânica de Yale[27]
- Esboços de Fanny Eaton (1861), desenho a carvão, Museu Britânico[28]

#### John Everett Millais
- Parables of Our Lord: The Pearl of Great Price (1860), desenho a tinta com alguma aguada de aguarela, Museu Britânico[29]
- Jefté (1867), pintura a óleo, Museu Nacional do País de Gales[30]

#### Alberto Joseph Moore
- Mãe de Sísera (1861) pintura a óleo, Museu e Galeria de Arte Tullie House[31]

#### Dante Gabriel Rossetti
- Estudo de uma jovem mulher [Sra. Eaton] (1863-1865), desenho a giz preto e carvão, Centro de Artes Cantor, Universidade de Stanford[32]

- The Beloved (1865) pintura a óleo

#### Frederick Sandys
- Estudo da cabeça de uma jovem mulata (1859), desenho a giz preto e vermelho, Galeria de Arte NSW[33]
- Estudo de Fanny Eaton; visto de perfil à esquerda (1860) desenho de estudo em giz preto, vermelho e branco, sobre papel amarelo, Museu Britânico.[34]
- Estudo para a cabeça de Morgan le Fay (1862), desenho a lápis e giz vermelho, Museu Victoria e Albert[35]

#### Rebeca Salomon
- The Young Teacher (1860), pintura a óleo, Museu de Arte da Universidade de Princeton[36]

#### Simeon Salomon
- Retrato da Sra. Fanny Eaton (1859), Museu Fitzwilliam[37]
- Retrato da Sra. Fanny Eaton, perfil esquerdo (1859), Museu Fitzwilliam[38]
- Retrato de Fanny Eaton (1860), Museu Metropolitano de Arte[39]
- A mãe de Moisés (c. 1860), pintura a óleo, Museu de Arte de Delaware[40]

#### Walter Fryer Stocks
- Retrato da Sra. Fanny Eaton (1860), desenho em giz preto, vermelho e branco, Museu de Arte da Universidade de Princeton[41]

#### William Blake Richmond
- A Escrava (1886), pintura a óleo, Galeria Tate[42]